# Поставщики шин Формулы-1

## Рекорды

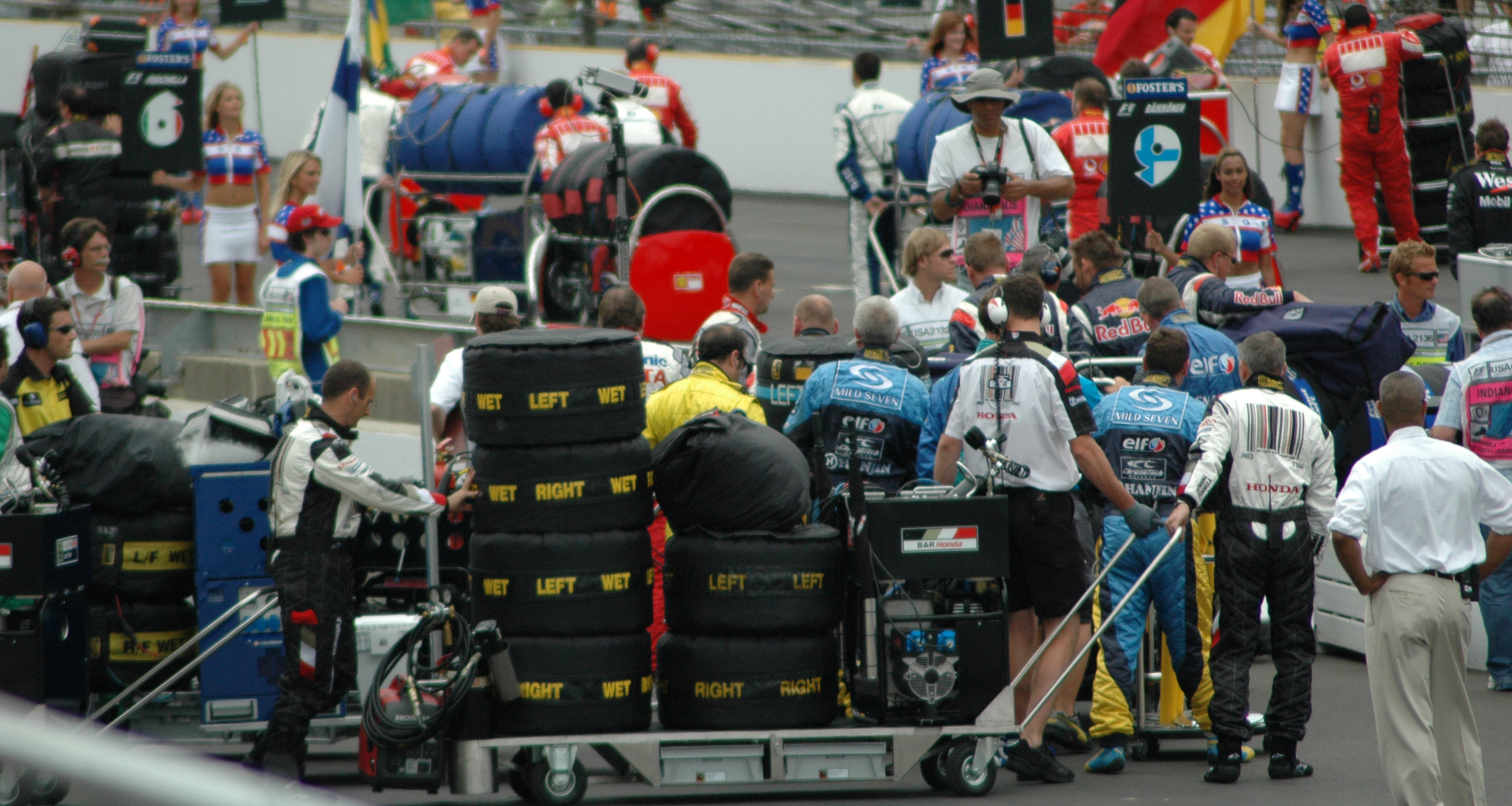
Гран-при США 2005 года

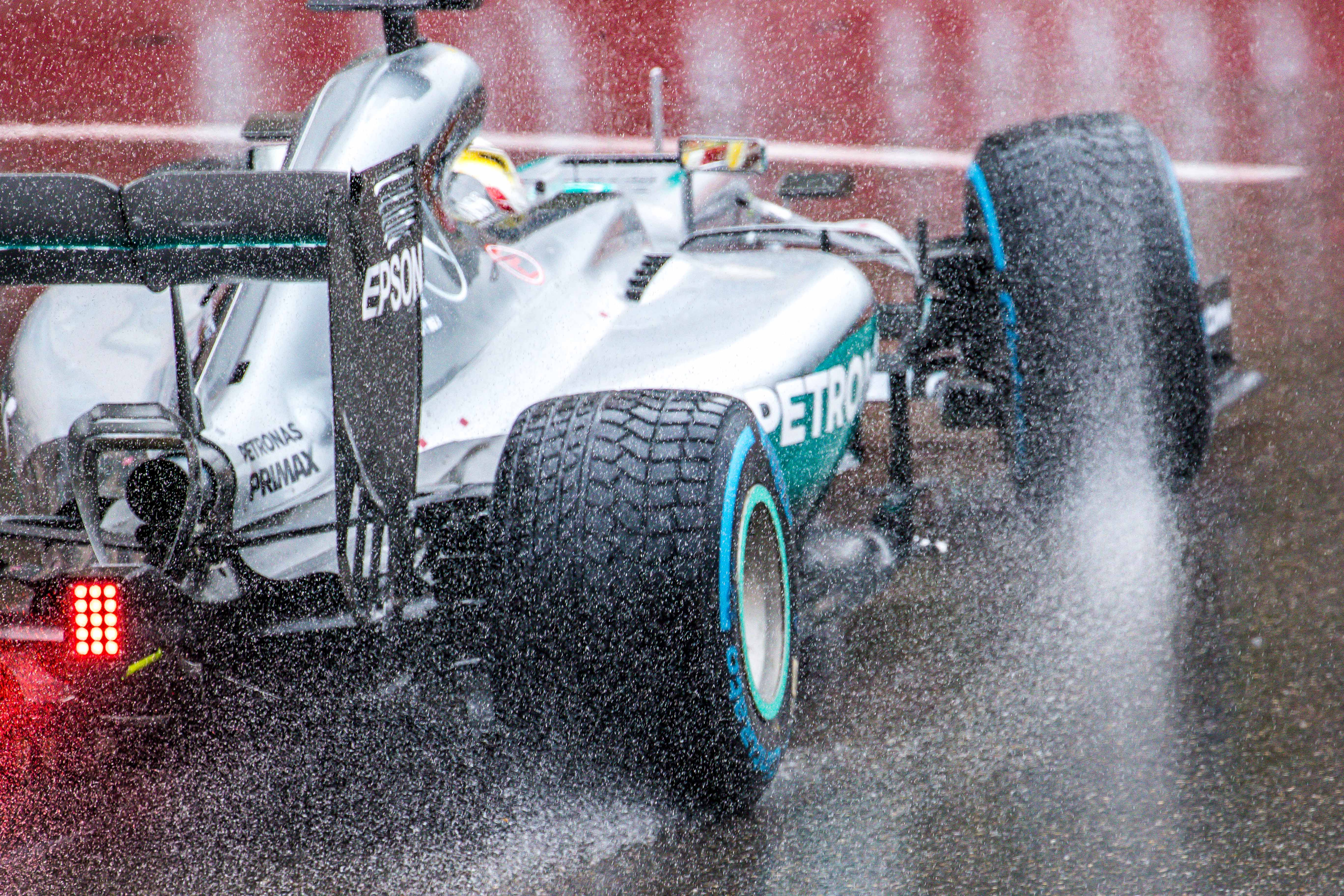
Дождевая резина на Гран-при Монако 2016 года

Места распределены по количеству выигранных Гран-при. Производитель, поставляющий шины в сезоне 2024 года, выделен жирным шрифтом. Данные результаты (кроме последней победы текущего поставщика, которая обновляется автоматически) актуальны на момент после Гран-при Абу-Даби 2021 года.
| Место | Производитель | Сезоны                                             | Старты | Победы | Единственный поставщик | Первая победа                     | Последняя победа                  | Чемпионат мира | Чемпионат мира |
| Место | Производитель | Сезоны                                             | Старты | Победы | Единственный поставщик | Первая победа                     | Последняя победа                  | Пилот          | Конструктор    |
| ----- | ------------- | -------------------------------------------------- | ------ | ------ | ---------------------- | --------------------------------- | --------------------------------- | -------------- | -------------- |
| 1     | Goodyear      | 1964—1998                                          | 494    | 368    | 113                    | Гран-при Мексики 1965 года        | Гран-при Италии 1998 года         | 24             | 26             |
| 2     | Pirelli       | 1950—1958 1981—1986 1989—1991 2011—настоящее время | 417    | 262    | 218                    | Гран-при Великобритании 1950 года | Гран-при Австралии 2025 года      | 17             | 11             |
| 3     | Bridgestone   | 1976, 1977 1997—2010                               | 244    | 175    | 116                    | Гран-при Австралии 1998 года      | Гран-при Абу-Даби 2010 года       | 11             | 11             |
| 4     | Michelin      | 1977—1984 2001—2006                                | 215    | 102    | 0                      | Гран-при Бразилии 1978 года       | Гран-при Японии 2006 года         | 6              | 4              |
| 5     | Dunlop        | 1950—1970 1976—1977                                | 175    | 83     | 0                      | Гран-при Монако 1958 года         | Гран-при Бельгии 1970 года        | 8              | 9              |
| 6     | Firestone     | 1950—1960 1966—1975                                | 121    | 49     | 11                     | Инди-500 1950                     | Гран-при Италии 1972 года         | 4              | 3              |
| 7     | Continental   | 1954—1955 1958                                     | 13     | 10     | 0                      | Гран-при Франции 1954 года        | Гран-при Аргентины 1958 года      | 2              | 0              |
| 8     | Englebert     | 1950—1958                                          | 61     | 8      | 0                      | Гран-при Монако 1955 года         | Гран-при Великобритании 1958 года | 2              | 0              |
| 9     | Avon          | 1954—1958 1981—1982                                | 29     | 0      | 0                      | н/д                               | н/д                               | 0              | 0              |

## Pirelli
Поставщик автошин для команд Формулы-1 (и предшественниц) в 1925—1957, 1980—1991. Начиная с сезона 2011 года и по настоящее время — монопольный поставщик шин для Формулы-1.

## Goodyear
Поставщик автошин для команд Формулы-1 в 1960—1998 годах.

## Michelin
Поставщик автошин для команд Формулы-1 в 1977—2006 годах.

## Bridgestone
Поставщик автошин для команд Формулы-1 в 1976—2010 годах. С 2007 по 2010 годы являлся монопольным поставщиком автошин для гонок Формулы-1.

## Englebert
Поставщик автошин для команд Формулы-1 в 1950—1958 годах.